# Rothschild-Insel
Die Rothschild-Insel (engl. Rothschild Island) ist eine weitgehend mit Eis bedeckte Insel in der Antarktis. Sie liegt etwa 75 km östlich der Charcot-Insel und 10 km westlich des Nordteils der Alexander-Insel, von der sie durch die Lasarew-Bucht getrennt ist. Die  länglich geformte Insel ist etwa 39 km lang und besitzt eine Fläche von etwa 700 km². Sie wird von Westnordwest nach Ostsüdost von den Desko Mountains durchzogen, die im Enigma Peak 1000 Meter Höhe erreichen. Die West- und Nordküste der Rothschild-Insel wird von einem 30 m hohen Eiskliff gebildet, im Osten gibt es felsige Landzungen und durch Küstenerosion gebildete Felseninseln wie die Glinka-Inseln.
Die Insel liegt in der Bellingshausen-See, die in weiten Teilen ganzjährig von Eis bedeckt ist; das Wilkins-Schelfeis schließt sich südlich der Insel an. Die Eisbedeckung in diesem Bereich der Bellingshausen-See nahm in den letzten Jahrzehnten jedoch deutlich ab.
Die Berge der Insel wurden im Januar 1821 aus der Ferne von der Expedition Fabian Gottlieb von Bellingshausens gesichtet. 1909 sichtete Jean-Baptiste Charcot die Insel auf seiner zweiten Antarktisexpedition erneut. Er benannte sie nach dem Bankier Édouard Alphonse James de Rothschild (1868–1949), einem Mitglied der Rothschild-Familie. Die Insel wurde 1976 erstmals besucht, als ein Team des British Antarctic Survey eingeflogen wurde, um eine topografische Station zu errichten. B. W. Care verbrachte hier im Südsommer 1976/77 fünf Wochen mit geologischen Untersuchungen.